# Hultsfredsfestivalen 1989
Hultsfredsfestivalen 1989 var en musikfestival som ägde rum i Folkets park, Hultsfred, 11-12 augusti 1989. Biljetterna kostade 300 kr (+ avgift) vid förköp och 350 kr vid entrén. Festivalen var den fjärde Hultsfredsfestivalen.
Festivalen hade 18 000 besökare, den tills då högsta besökssiffran.
Festivalen hade 1989 fem scener: Hawaii, Sahara, Teaterladan, Stora dans och Argus. Detta var en mer än året innan. Sahara och Argus var nya för året, där den sistnämnda ersatte Alternativscenen som fanns med året innan.
Turkish Delight från Tyskland var det enda band som ställde in 1989.

## Medverkande artister
Om inget annat anges kommer artisterna från Sverige.

### Hawaiiscenen
- Van Morrison (Irland)
- Katrina and the Waves (Storbritannien/USA)
- Motorhead (Storbritannien)
- Mikael Rickfors
- Torsson
- The Men They Couldn't Hang (Storbritannien)
- Disneyland After Dark (Danmark)
- RP Brass Band

### Sahara
- Chris Bailey (Australien)
- Robyn Hitchcock & the Egyptians
- Laibach (Jugoslavien)
- The Creeps
- Docenterna
- Jacob Hellman
- Electric Boys
- Pop Will Eat Itself (Storbritannien)

### Teaterladan
- 999 (Storbritannien)
- Rockers by Choice (Danmark)
- Simon Rowe
- Union Carbide Productions
- Candlemass
- Overlords (Danmark)
- Mobile Whorehouse
- The Nomads
- Amazonas
- Raga Rockers (Norge)
- Slab (Storbritannien)
- Cosmic Psychos (Australien)
- Kat Onoma (Frankrike)

### Argus
- Kim Hedås & Jonas Gardell
- AW Becaye (Mauretanien)
- Peoples Territorial Army (Sovjet)
- Silke og stål (Danmark)
- Psycho Wards
- Miss Mess
- Kärlekens jävla trälar
- Lukas Moodysson
- Iodine Jupiter
- Laser Jesus
- Gunilla Gränsbo
- Svullo
- Cajun Peppar
- Wild Rover
- Prins Lätt
- Peter Wahlbeck
- White Stains
- Folkfunk Quartet
- Elvert Underground
- Per Erik Söder
- Martti Soutkari
- Mareld
- Magnus Ödmark
- Magnus Carlbring
- Malin Helgee
- Mats Bardunge & Rikets säkerhet
- Rob
- Rag
- Sam & Dick
- Kristoffer Leandoer
- Nobby & the Styles
- Magnus Utvik
- Galago
- Den blinde argus
- Meteor
- Exilien
- Vidoart
- Baby Demons

### Stora dans
- Psychoplasma
- President Gas
- Pretty Triggers
- Sonic Walthers
- Dirty Old Men
- Rövsvett
- Charta 77
- Papa Dee Posse
- Pontus och Amerikanerna
- The Moon
- The Wannadies
- Boogie Station
- William
- Tord Tudor & His Batteries
- Stillborn
- Grinders
- Charles Nonsens